# Tayloria subglabra
Tayloria subglabra là một loài rêu trong họ Splachnaceae. Loài này được (Griff.) Mitt. mô tả khoa học đầu tiên năm 1859.